# Abé
|  | Per a altres significats, vegeu «abés». |

L’abé, abbé, abbey o abi és la llengua que parlen els abés que viuen majoritàriament al districte de Lacs de Costa d'Ivori. Té entre 170.000 (1995, Ethnologue) i 239.000 parlants (Joshuaproject) El seu codi ISO 639-3 és aba i el seu codi al glottolog és abee1242. És una llengua kwa, mot que vol dir persona en moltes de les llengües d'aquest grup.

## Família lingüística
Segons l'ethnologue, l'abé és una llengua nyo que pertany al subgrup de les llengües agnebys juntament amb l'abidji i l'adiokrou. Segons Glottolog, juntament amb l'adidji i l'adiokrou formen les llengües agnebys que són llengües nyos, que al mateix temps són llengües kwes del Volta-Congo.

## Situació geogràfica i pobles veïns
L'abé es parla als departaments d'Agboville i de Tiassale (en 70 aldees del districte Abbe), a la regió d'Agneby-Tiassa, al Districte de les Llacunes i al departament de Bongouranou, a la regió de Moronou, al districte de Lacs (Costa d'Ivori), al sud-est de Costa d'Ivori.
Segons el mapa lingüístic de Costa d'Ivori d'Ethnologue, els abés viuen a l'est del riu Bandama i són veïns dels baules, que viuen a l'oest, dels anyin morofos que tenen al nord (i al sud), dels atiés, a l'est i dels abriés, dels adoukrous, dels abidjis, dels krobus, que viuen al sud del seu territori.

## Dialectes i semblança amb altres llengües
Segons l'ethnologue i el glottolog, els seus dialectes són l'abbey-ve, el kos (o khos), el morie i el tioffo.

## Gramàtica
L'abé és una llengua SVO tonal.

## Sociolingüística, estatus i ús de la llengua
L'abé és una llengua desenvolupada (EGIDS 5): Està estandarditzada té literatura i gaudeix d'un ús vigorós per persones de totes les edats i generacions tant en la llar com en societat en tots els àmbits tot i que no és totalment sostenible. Entre el 5 i el 10% dels parlants d'abé com a primera llengua han estat escolaritats en aquesta; aquesta proporció és d'entre el 50 i el 75% dels que la parlen com a segona llengua. Hi ha fragments de la Bíblia que foren traduïts a l'abé als anys 1967 i 1980.
Els abés també parlen el francès, llengua oficial estatal, així com l'attié i el krobu com a segones llengües.